# Њу Поуст (Висконсин)
Њу Поуст (енгл. New Post) насељено је место без административног статуса у америчкој савезној држави Висконсин.

## Демографија
По попису из 2010. године број становника је 305, што је 62 (-16,9%) становника мање него 2000. године.
| Група             | 2000.       | 2010.      |
| Белци             | 127 (34,6%) | 86 (28,2%) |
| Афроамериканци    | 0 (0,0%)    | 0 (0,0%)   |
| Азијати           | 0 (0,0%)    | 0 (0,0%)   |
| Хиспаноамериканци | 6 (1,6%)    | 9 (3,0%)   |
| Укупно            | 367         | 305        |